# Anthomyia hortorum
Anthomyia hortorum este o specie de muște din genul Anthomyia, familia Anthomyiidae. A fost descrisă pentru prima dată de Christian Rudolph Wilhelm Wiedemann în anul 1817.
Este endemică în Germania. Conform Catalogue of Life specia Anthomyia hortorum nu are subspecii cunoscute.